# Sociedad Deportiva Noja
La Sociedad Deportiva Noja es un club de fútbol español del municipio cántabro de Noja. Fue fundado en 1963 y en la temporada 2023-24 milita en Regional Preferente de Cantabria.

## Historia
En 1998 consiguió su primer ascenso a la Segunda División B, después de acabar segundo en la liguilla de promoción de ascenso tras el Club Deportivo Basconia, pero al ser éste filial del Bilbao Athletic no se le permitió ascender, y el 29 de junio de 2002 consiguió subir por segunda vez a Segunda B tras vencer al Sestao River en La Caseta por un gol a cero; ambos ascensos fueron con José Luis San Miguel como entrenador. En total la Sociedad Deportiva Noja, tras finalizar la temporada 2010-11, ha disputado un total de catorce promociones de ascenso a la Segunda División B.
El 27 de mayo de 2012, tras nueve play-offs consecutivos, el Noja asciende a Segunda B después de derrotar al Catarroja de Valencia tras ganar por 2-0 en ambos partidos. La temporada 2012-13 finalizó noveno en el grupo II de Segunda B, logrando la permanencia y alcanzando la mejor clasificación de su historia.

## Uniforme
- Uniforme local: Camisa verdiblanca, pantalón verde y medias verdes.[4]

- Uniforme visitante: Camisa roja, pantalón negro y medias rojas.[4]